# Premio Stirling

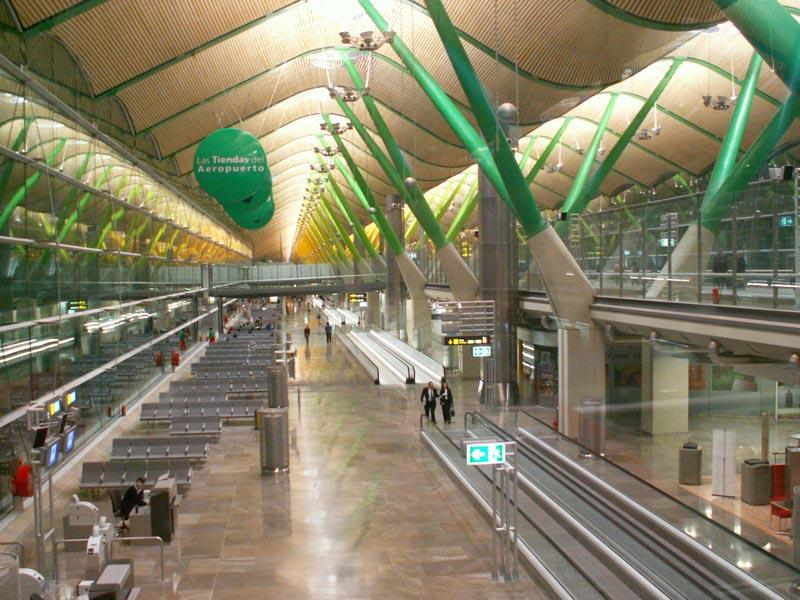
Interior de la terminal T4 del Aeropuerto de Madrid-Barajas Terminal 4, por el que Richard Rogers Partnership recibió el premio en 2006

El Premio Stirling del Real Instituto de Arquitectos Británicos (del inglés: Royal Institute of British Architects Stirling Prize) es un premio británico a la excelencia en la arquitectura. Se llama así en honor al arquitecto James Stirling y es organizado y otorgado anualmente por el Real Instituto de Arquitectos Británicos (RIBA). Los galardonados con el Premio Stirling reciben un estipendio de GB £ 20.000.
El Premio Stirling es concedido a los «arquitectos del edificio que haya supuesto la mayor contribución a la arquitectura británica el año anterior». Los arquitectos premiados deben ser miembros del RIBA, pero el edificio premiado puede estar en cualquier lugar de la Unión Europea.
El premio fue fundado en 1996, y es considerado el premio más prestigioso de arquitectura en el Reino Unido. Se publicita como el equivalente arquitectónico del Booker Prize y el Turner Prize. La ceremonia de presentación es televisada por Channel 4  y el premio es patrocinado por Architects Journal.  Seis edificios preseleccionados son escogidos a partir de una lista larga de edificios que han recibido un premio del RIBA.  Estos premios se otorgan a los edificios que muestran «altos estándares arquitectónicos y una contribución sustancial al entorno local».  En 2003, 70 de tales edificios recibieron premios del RIBA y con ellos se hizo la lista larga .
Además del premio Stirling, se otorgan otros siete premios del RIBA a los edificios de la lista larga. En 2003, fueron: Premio Lawrence Stephen, Cliente del Año (RIBA Client of the Year), Sostenibilidad Diario RIBA (RIBA Journal Sustainability Award), Conservación Corona Estatal (Crown Estate Conservation Award), Primer Edificio del Diario de Arquitectos (The Architects’ Journal First Building Award) y Accesibilidad del Fideicomiso  ADAPT (ADAPT Trust Access Award).
En los años anteriores a 1996, el premio fue conocido como el "Edificio del Año" ("Building of the Year Award").

## Ganadores y finalistas
Como el "Building of the Year Award."
1987: St Oswald's Hospice, Jane Darbyshire
1991: Woodlea Primary School, Nev Churcher
1993: Sackler Galleries, Norman Foster
1994: Waterloo International railway station
1995: McAlpine Stadium, Huddersfield
| Año  | Ganador                                                                         | Obra ganadora | Obra ganadora                                            | Finalistas y obras |
| ---- | ------------------------------------------------------------------------------- | ------------- | -------------------------------------------------------- | --- |
| 1996 | Stephen Hodder                                                                  |               | Centenary Building, Universidad de Salford, Salford      | |
| 1997 | Michael Wilford                                                                 |               | Music School, Stuttgart                                  | * Will Alsop: Hotel du Département des Bouches-du-Rhône, Marsella, Francia * Mark Guard: Roof-top apartment, París, Francia * Richard Murphy: Maggie's Centre, Edimburgo, Reino Unido * Richard Rogers: Paul Hamlyn Learning Resource Centre, Thames Valley University * Chris Wilkinson: Stratford maintenance depot, Jubilee Line |
| 1998 | Foster and Partners                                                             |               | American Air Museum, Museo Imperial de Guerra, Duxford   | * Rick Mather: Private house, North London * Ian Ritchie Architects: Concert platform, Crystal Palace Park Concert Platform, Londres * Ian Taylor with Bennetts Associates: Richard Attenborough Centre * Stephenson Bell: Quay Bar, Mánchester * Inskip and Jenkins: Temple of Concord and Victory (restoration), Stowe * Günter Behnisch: St Benno School, Dresde * Günter Behnisch: Landesgirokasse, Stuttgart * David Chipperfield: Office and studio building, Düsseldorf * Norman Foster and Partners: Commerzbank HQ, Fráncfort * Colin St John Wilson: British Library |
| 1999 | Future Systems                                                                  |               | Lord's Media Centre, Londres                             | * David Chipperfield Architects: River and Rowing Museum, Henley on Thames * Benson & Forsyth: Museum of Scotland * Alsop, Lyall & Störmer: North Greenwich tube station * Chris Wilkinson Architects: Jubilee Line Extension Project * Wilford Associates: Sto AG Marketing and Training Building * Foster and Partners: Reichstag, Berlín * O'Donnell & Tuomey: Ranelagh Multi-Denominational School |
| 2000 | Alsop & Störmer                                                                 |               | Biblioteca Peckham, Londres                              | * Caruso St John: New Art Gallery Walsall * Norman Foster & Partners: Canary Wharf Station * Marks Barfield: London Eye, Londres * Richard Rogers Partnership: 88 Wood Street, Londres * Sauerbruch Hutton: GSW Headquarters, Berlín * Chetwood Associates: Sainsburys Supermarket, Greenwich |
| 2001 | Wilkinson Eyre                                                                  |               | Magna Centre, Rotherham                                  | * Nicholas Grimshaw and Partners, Anthony Hunt: Eden Project * Eldridge Smerin: The Lawns, Highgate * Jeremy Dixon Edward Jones: National Portrait Gallery extension * Guy Greenfield Architects: The Surgery, Hammersmith * Michael Hopkins & Partners: Portcullis House y Westminster Underground Station * Michael Wilford & Partners: Embajada del Reino Unido en Berlín |
| 2002 | Wilkinson Eyre & Gifford                                                        |               | Gateshead Millennium Bridge, Gateshead                   | * Malcolm Fraser Architects: Dance Base, Grassmarket, Edimburgo * Edward Cullinan Architects: Weald and Downland Gridshell, Weald and Downland Open Air Museum * David Chipperfield Architects: Ernsting's Service Centre, Coesfeld-Lette, Alemania * Building Design Partnership: Hampden Gurney Church of England Primary School, Londres W1 * Richard Rogers Partnership: Lloyd's Register of Shipping * Benson & Forsyth: Millennium Wing, National Gallery of Ireland |
| 2003 | Herzog & de Meuron                                                              |               | Laban, Deptford, Londres                                 | * Bill Dunster Architects: BedZED * Eric Parry Architects: 30 Finsbury Square, Londres EC2 * Foster and Partners: Great Court, British Museum * Ian Ritchie Architects: Plymouth Theatre Royal Production Centre * Sutherland Hussey Architects with Jake Harvey, Donald Urquhart, Glen Onwin and Sandra Kennedy: Tiree Shelter |
| 2004 | Foster and Partners                                                             |               | 30 St Mary Axe, Londres                                  | * Studio Daniel Libeskind: Imperial War Museum North, Mánchester * MacCormac Jamieson Prichard: The Phoenix Initiative, Coventry * Foster and Partners: The Business Academy, Bexley * Ian Ritchie Architects: The Spire of Dublin * Peter Cook, Colin Fournier: Kunsthaus, Graz |
| 2005 | EMBT & RMJM                                                                     |               | Edificio del Parlamento de Escocia, Edimburgo            | * Bennetts Associates: Brighton Library, Brighton * Zaha Hadid: BMW Central Building, Leipzig * Foster and Partners: McLaren Technology Centre, Woking * O'Donnell & Tuomey: Lewis Glucksman Gallery, Cork * Alsop Designs: Fawood Children's Centre, Harlesden |
| 2006 | Richard Rogers Partnership                                                      |               | Aeropuerto de Madrid-Barajas Terminal 4, Madrid          | * Adjaye Associates: The Whitechapel Idea Store * Hopkins Architects: The Evelina Children's Hospital * Caruso St John Architects: Brick House * The Richard Rogers Partnership: The Senedd (Welsh Assembly building) * Zaha Hadid Architects: The Phaeno Science Centre, Wolfsburgo |
| 2007 | David Chipperfield Architects                                                   |               | Museo de Literatura Moderna, Marbach am Neckar, Alemania | * David Chipperfield Architects: America's Cup Building, Valencia * Office for Metropolitan Architecture / Arup-AFA: Casa da Música, Oporto, Portugal * Foster and Partners: Dresden Station Redevelopment, Dresde, Alemania * Glenn Howells Architects: The Savill Building Visitors Centre, Windsor Great Park * Haworth Tompkins: Young Vic Theatre, LondresSE1 |
| 2008 | Feilden Clegg Bradley Studios & Alison Brooks Architects & Maccreanor Lavington |               | Accordia housing development, Cambridge                  | * Grimshaw/Arcadis: Ámsterdam Bijlmer Arena Station * Denton Corker Marshall: Manchester Civil Justice Centre * Zaha Hadid with Patrik Schumacher: Nord Park Railway, Innsbruck * Allies and Morrison: Royal Festival Hall, Londres * Allford Hall Monaghan Morris: Westminster Academy, Londres |
| 2009 | Rogers Stirk Harbour + Partners                                                 |               | Maggie's Centre, Londres                                 | * Tony Fretton Architects: Fuglsang Kunstmuseum, Lolland, Dinamarca * Rogers Stirk Harbour + Partners: Bodegas Protos winery, Peñafiel, Valladolid, España * BDP: Liverpool One Masterplan * Eric Parry Architects: 5 Aldermanbury Square, Londres * Allford Hall Monaghan Morris: Kentish Town Health Centre, Londres |
| 2010 | Zaha Hadid                                                                      |               | MAXXI, Roma                                              | * David Chipperfield: Neues Museum * DSDHA: Christ's College School * Rick Mather Architects: Ashmolean Museum * dRMM: Clapham Manor Primary School * Theis and Khan: Bateman's Row |
| 2011 | Zaha Hadid                                                                      |               | Evelyn Grace Academy, Londres                            | * Zaha Hadid Architects: Evelyn Grace Academy * O’Donnell and Tuomey: An Gaelaras * David Chipperfield Architects: Folkwang Museum * AHMM: The Angel Building * Bennetts Associates: Royal Shakespeare Theatre * Hopkins Architects: The Velodrome |
| 2012 | Stanton Williams                                                                |               | Sainsbury Laboratory, Cambridge, Inglaterra              | * David Chipperfield Architects: Hepworth Wakefield, Yorkshire * Populous: Estadio Olímpico de Londres * O’Donnell + Tuomey: Lyric Theatre, Belfast * OMA: Maggie’s Centre, Gartnavel, Glasgow * OMA con Allies and Morrison: New Court, Londres |
| 2013 | Witherford Watson Mann Architects                                               |               | Astley Castle, Nuneaton                                  | * Grafton Architects (Yvonne Farrell y Shelley McNamara): medical school at University of Limerick, Republic of Ireland * Hawkins/Brown con Studio Egret West: Park Hill, Sheffield * Alison Brooks Architects: Newhall Be, Essex * heneghan peng architects: Giant's Causeway Visitor Centre, Antrim * Niall McLaughlin Architects: Bishop Edward King Chapel, Ripon College and Community of St John the Baptist |
| 2014 | Haworth Tompkins                                                                |               | Everyman Theatre, Liverpool                              | * Mecanoo: Library of Birmingham, Birmingham * Zaha Hadid Architects: London Aquatics Centre, Londres * Renzo Piano: The Shard, Londres * O'Donnell & Tuomey: Saw Swee Hock Student Centre en la LSE, Londres * Feilden Clegg Bradley Studios: Manchester School of Art, Mánchester |
| 2015 | Allford Hall Monaghan Morris                                                    |               | Burntwood School, Wandsworth, London                     | - Niall McLaughlin Architects for Darbishire Place, Whitechapel, London - Reiach and Hall Architects for Maggie's Centre Lanarkshire, Airdrie, Scotland - Rogers Stirk Harbour + Partners for NEO Bankside, Bankside, London - heneghan peng architects for University of Greenwich Stockwell Street Building, Greenwich, London - McInnes Usher McKnight Architects (MUMA) for Whitworth Art Gallery extension, Mánchester |
| 2016 | Caruso St John Architects                                                       |               | Newport Street Gallery, Vauxhall, London                 | - Herzog & de Meuron for Blavatnik School of Government, University of Oxford, Oxford - Loyn & Co Architects for Outhouse (private residence), Forest of Dean, Gloucestershire - Michael Laird Architects & Reiach and Hall Architects for Riverside Campus, City of Glasgow College, Glasgow, Scotland - dRMM Architects for Trafalgar Place housing, Elephant and Castle, London - Wilkinson Eyre Architects for Weston Library, University of Oxford, Oxford |
| 2017 | dRMM Architects (Sadie Morgan, Alex de Rijke y Philip Marsh)                    |               | Hastings Pier, Hastings, East Sussex                     | - Groupwork + Amin Taha for Barrett's Grove housing scheme, Stoke Newington, London - Rogers Stirk Harbour + Partners for British Museum World Conservation and Exhibitions Centre, London - Reiach and Hall Architects and Michael Laird Architects for City Campus at the City of Glasgow College, Glasgow - Baynes and Mitchell Architects for Command of the Oceans display at Chatham Historic Dockyard, Chatham, Kent - 6a architects for Photography Studio for Juergen Teller, London                                                                                  |